# سيباستيان شميت (مجدف)
سيباستيان شميت (بالألمانية: Sebastian Matthias Schmidt)‏ هو مجدف ألماني، ولد في 6 يناير 1985 في فيسبادن في ألمانيا.

## وصلات خارجية
- سيباستيان شميت على موقع الاتحاد الدولي للتجديف (الإنجليزية)
- سيباستيان شميت على موقع اللجنة الأولمبية الدولية (الإنجليزية)
- سيباستيان شميت على موقع أوليمبيديا (الإنجليزية)
- سيباستيان شميت على موقع اللجنة الأولمبية الألمانية (الألمانية)